# Джапуа, Зураб Джотович
Зура́б Джо́тович Джапу́а (абх. Зураб Џьота-иҧа Џьапуа; род. 16 апреля 1960, село Тхина, Очамчырский район, Абхазская АССР) — абхазский фольклорист-кавказовед, эпосовед, специалист в области нартоведения, организатор науки, доктор филологических наук, действительный член и президент Академии наук Абхазии, профессор Абхазского государственного университета (АГУ), директор Центра нартоведения и полевой фольклористики при АГУ, главный научный сотрудник Абхазского института гуманитарных исследований, иностранный член РАН (2022), лауреат Государственной премии имени Г. А. Дзидзария.

## Биография
Родился 16 апреля 1960 года в селе Тхина Очамчирского района Абхазской АССР в абхазской семье.
В 1984 году окончил филологический факультет Абхазского государственного университета.
В 1989 году окончил аспирантуру при Институте мировой литературы им. А. М. Горького АН СССР и в том же году защитил кандидатскую диссертацию на тему «Абхазский нартский эпос: Система сюжетов. Поэтика. Стиль» (научный руководитель — д. филол. н. В. М. Гацак; официальные оппоненты: д. и. н. В. Г. Ардзинба, к. филол. н. Т. А. Агапкина, к. филол. н. Т. М. Хаджиева).
С 2000 года — доцент АГУ. В 2004 году в ИМЛИ РАН защитил докторскую диссертацию на тему «Абхазские архаические сказания о Сасрыкуа и Абрыскиле» (научный консультант — д. филол. н., чл.-корр. РАН В. М. Гацак; официальные оппоненты: д. филол. н. А. И. Алиева, д. филол. н. С. М. Орус-оол, д. филол. н. Дж. Я. Адлейба.) С 2005 года — профессор АГУ, член-корреспондент Академии наук Абхазии (АНА), а с 2008 года — академик АНА.
В 1989 году поступил на работу в Абхазский институт языка, литературы и истории имени Д. И. Гулиа, где прошёл путь от младшего до главного научного сотрудника; с 1996 по 1999 год был ученым секретарем, а с 1999 по 2011 год — зам. директора по науке. С 1990 года работает в АГУ, читает общие и специальные курсы по фольклору и литературе. С 2011 года — директор Центра нартоведения и полевой фольклористики при АГУ (ЦНПФ). В 2013 году избран президентом Академии наук Абхазии.

## Область научных интересов
Круг научных и творческих интересов З. Д. Джапуа: различные жанры абхазского фольклора, героико-архаический (нарты и Абрыскил) и героико-исторический эпос абхазов в сопоставлении с творчеством других кавказских народов, мифология, эпическое сказительство, текстология фольклора, издание фольклорных текстов. Автор более 300 работ, включая сюда монографии, сборники статей и материалов. Наиболее значительные публикации З. Д. Джапуа (монографические исследования и составленные им фольклорные сборники, в том числе — тексты абхазского нартского эпоса в шести томах) во многом носят новаторский характер. Благодаря ему текстологическое упорядочение абхазского фольклорного материала приобретает более высокий статус. По его инициативе и под его научным руководством была создана фольклорная лаборатория при АбИГИ АНА (1991). На протяжении ряда лет руководил ежегодными комплексными экспедициями АбИГИ АНА и студенческими экспедициями АГУ по сбору фольклорного, этнографического и языкового материалов в Республике Абхазия, также он инициатор и руководитель полевых фольклорных работ в Турецкой Республике, среди абхазской диаспоры в рамках фольклорно-экспедиционного проекта «Абхазы в Турции».
З. Д. Джапуа — участник многих международных научных форумов и конференций, проводившихся как в Абхазии, так и в странах ближнего и дальнего зарубежья, в городах: Сухум, Адлер, Майкоп, Черкесск, Нальчик, Пятигорск, Владикавказ, Магас, Махачкала, Ереван, Москва, Санкт-Петербург, Казань, Тарту, Уфа, Анкара, Сакария, Лондон.

## Награды
- Орден «Честь и слава» III степени (Абхазия, 2005).
- Золотая медаль Академии наук Республики Татарстан «За достижения в науке» (2017)[14].
- Государственная премия Республики Абхазия имени Г. А. Дзидзария в области науки (2017) за монографию «Абхазский нартский эпос. Текстология. Семантика. Поэтика»[15].

## Основные публикации

### Эпическая традиция
- Абхазские архаические сказания о Сасрыкуа и Абрыскиле (Систематика и интерпретация текстов в сопоставлении с кавказским эпическим творчеством): Автореферат диссертации на соискание ученой степени доктора филологических наук. М., 2004. 48 с.
- Абхазские архаические сказания о Сасрыкуа и Абрыскиле (Систематика и интерпретация текстов в сопоставлении с кавказским эпическим творчеством. Тексты, переводы, комментарии). Отв. ред. В. М. Гацак, Ш. Х. Салакая. Сухум: Алашара, 2003. 375 с.
- Абхазский нартский эпос: Система сюжетов. Поэтика. Стиль: Автореферат диссертации на соискание ученой степени кандидата филологических наук. М., 1989. 18 с.
- Нартский эпос абхазов: Сюжетно-тематическая и поэтико-стилевая система. Отв. ред. В. М. Гацак. Сухум: Алашара, 1995. 184 с.
- Мнение (Литературно-критические статьи и исследования). Сухум: Алашара, 1990. С. 73-114 (абх. яз.).
- Некоторые заметки по абхазскому фольклору и литературе. Сухум: Абгосиздат, 2012. С. 5-46 (абх. яз.).
- Эпико-фантастические (атрибутивные) описания в абхазском нартском эпосе // Труды Абхазского государственного университета. Сухуми, 1988. Т. 6. С. 103—113.
- Удвоение эпитетов в художественно-определительной системе абхазского нартского эпоса // Вопросы иранистики и алановедения: Научная конференция, посвященная 90-летию В. И. Абаева. Владикавказ, 1990. С. 34-36.
- Гиперболические пространственно-временные описания в абхазском нартском эпосе // XXXVIII научная сессия АБИЯЛИ. Сухуми, 1991. С. 5-7.
- Систематизация текстов абхазского нартского эпоса // Фольклор: Проблемы тезауруса / Отв. ред. В. М. Гацак. М., 1994. С. 218—237.
- Протогипербола или фантастический атрибут в нартском эпосе абхазов // Нарский эпос и кавказское языкознание: Материалы VI Международного Майкопского коллоквиума Европейского общества кавказологов. Майкоп, 1994. С. 149—155.
- Сходные сюжетно-тематические единицы в абхазо-адыгских нартских сказаниях (Опыт составления указателя) // Абхазоведение: Язык. Фольклор. Литература. Сухум, 2000. Вып. 1. С. 115—126.
- Абхазский эпос об Абрыскиле (Поэтико-воззренческие аспекты) // Современные проблемы кавказского языкознания и фольклористики: Материалы Международной научной конференции, посвященной 100-летию со дня рождения К. С. Шакрыла (28-30 мая 1999 г., Сухум). Сухум, 2000. С. 101—130.
- К реконструкции архаических мотивов абхазского эпоса об Абрыскиле // Проблемы истории, филологии, культуры. М.- Магнитогорск, 2001. Вып. XI. С. 380—389.
- Систематика и интерпретация сюжетов о гибели Сасрыкуа в абхазском нартском эпосе // Этнопоэтика и традиция (К 70-летию члена-корреспондента РАН В. М. Гацака). М, 2004. С. 137—146.
- Сюжет о чудесном рождении героя из камня в абхазском нартском эпосе (Опыт реконструкции архаической семантики) // Кавказ: История, культура, традиции, языки (по материалам Международной научной конференции, посвященной 75-летию Абхазского института гуманитарных исследований им. Д. И. Гулиа АН Абхазии (28-31 мая 2001 г., г. Сухум). Сухум, 2004. С. 615—634.
- Абхазские и осетинские нартские сказания о Сасрыкуа / Сослане / Созырыко (Опыт сравнительного указателя) // Кавказоведение: опыт исследований: Материалы Международной научной конференции (Владикавказ, 13-14 октября 2005 г.). Владикавказ, 2006. С. 246—266.
- Сюжетные параллели абхазских и балкаро-карачаевских нартских сказаний о Сасрыкуа / Сосуруке (Опыт сравнительного указателя) // Caucasus philologia. Пятигорск, 2006. № 1. С. 83-88.
- Иножанровые проявления в эпическом контексте (на материале абхазского нартского эпоса) // Первый Всероссийский Конгресс фольклористов. Сборник докладов. М., 2006. Т.3. С. 98-110.
- Семантика нартского сюжета о добывании огня // Армянский эпос «Сасна црер» и всемирное эпическое наследие. Ереван, 2006. С. 100—107.
- О фольклористическом переводе на русский язык абхазского нартского эпоса // Русский язык в странах СНГ и Балтии. Международная научная конференция (Москва, 22-23 октября 2007 г.). М., 2007. С. 517—523.
- Взаимовлияние нартского эпоса и кавказских сказаний о прикованных героях (на абхазском материале) // Известия СОИГСИ им. В. И. Абаева ВНЦ РАН и Правительства РСО-Алания. Владикавказ, 2007. Вып. 1 (40). С. 123—132.
- Константы «потрясений» природы от эпического коня в кавказской Нартиаде // Международные Ломидзевские чтения. Изучение литератур и фольклора народов России и СНГ. Теория. История. Проблемы современного развития (материалы Международной научной конференции 28-30 ноября 2005 г., г. Москва). М.: ИМЛИ РАН, 2008. С. 414—427.
- Сюжетные контаминации в кавказской Нартиаде (на абхазском материале) // Горизонты современного гуманитарного знания (К 80-летию академика Г. Г. Гамзатова) / Под ред. академика РАН А. П. Деревянко и др. М., 2008. С. 288—295.
- Героико-архаический эпос абхазов: Итоги и перспективы изучения // «Традиционная культура» (Научный альманах). М., 2008. № 3 (31). С. 23-40.
- Система эпитетов в нартском эпосе абхазов // Эпический текст: проблемы и перспективы изучения: Материалы Второй Международной научной конференции (16-18 октября 2008 г.). Пятигорск, 2008. С. 44-50.
- Абхазский Абрыскил и египетский Осирис (о типологических параллелях мифоэпических персонажей) // 38. ICANAS: Международный конгресс по изучению Азии и Северной Африки. 10-15. 2007 Ankara: Проблемы литературоведения. Ankara, 2008. Т.II. С. 571—588.
- Абхазские эпические сказания, записанные на русском языке // Русский язык и русская культура как фактор общественного согласия, стабильности прогресса: Сборник научных трудов / Под ред. академика Г. Г. Гамзатова. Махачкала, 2008. С. 416—423.
- Абхазские и чечено-ингушские нартские сказания о Сасрыкуа / Соска Солсе (опыт сравнительного указателя сюжетов) // Кавказская цивилизация: Историко-культурное наследие народов Юга России. Сборник материалов круглого стола. Магас, 2009. С. 74-87.
- Хтонические атрибуты абхазского Абрыскила // Образный мир традиционной культуры. Сборник статей. М., 2010. С. 120—128.
- Сходные описания встречи неравных персонажей в нартском эпосе // Поэтика традиции. Сборник научных статей / Под ред. Я. В. Василькова и М. Л. Кисилиера. Предисловие Ю. А. Клейнера. СПб., 2010. С.178-191.
- Абхазские нартские сказания о великаноборстве // «Урал-батыр» и духовное наследие народов мира: Материалы Международной научно-практической конференции, посвященной 100-летию записи эпоса «Урал-батыр». Уфа, 2010. Ч.1. С. 21-32.
- Сюжеты и основные мотивы абхазского нартского эпоса (Модель систематического указателя) // Кавказоведение в XXI веке: Проблемы, идеи, решения (II Всероссийские Миллеровские чтения): Сборник статей. Владикавказ, 2011. С. 251—281.
- Сравнительный аналитический указатель сюжетов нартских сказаний о Сасрыкуа (Сосруко / Сослане / Сосуруке / Соска Солсе // Актуальные проблемы адыгской фольклористики в XXI веке: Материалы Международной научной конференции. Майкоп, 2011. С. 30-49.
- Абхазский Абрыскил и армянский Мгер (О некоторых этнопоэтических константах) // Армянский эпос и всемирное эпическое наследие. Ереван, 2012. С. 126—132.
- Нартский эпос у зарубежных абхазов // III Всероссийские Миллеровские чтения (Материалы научной конференции 4-5 октября 2012 г.): Сборник статей. Владикавказ, 2012. С. 224—238.
- Абхазские нартские сказания о Сасрыкуа в соотношении с их северокавказскими версиями (Некоторые предварительные итоги сравнительного указателя сюжетов): Нартоведение в XXI веке: Современные парадигмы и интерпретации (Сборник научных трудов). Владикавказ, 2012. С. 73-85.
- Абхазские и северокавказские нартские сказания о Сасрыкуа // Абхазоведение. Труды АбИГИ: Язык. Фольклор. Литература. Сухум, 2013. С. 228—256.
- Основные темы абхазских нартских сказаний о Сасрыкуа и их северокавказские версии // Эволюция эпической традиции: К 80-летию академика АН Абхазии Ш. Х. Салакая / Под ред. З. Д. Джапуа. Сухум, 2014. С. 104—115.
- Нартские сюжеты об убиении стариков // Армянский эпос и всемирное эпическое наследие. Ереван, 2014. С. 86-93.
- Нартский сюжет о чудесном рождении героя на границе миров // Известия СОИГСИ им. В. И. Абаева ВНЦ РАН и Правительства РСО-Алания. Владикавказ, 2014. № 11 (50). С. 86-96.
- Эволюция эпической традиции: К 80-летию академика АН Абхазии Ш. Х. Салакая / Под ред. З. Д. Джапуа. Сухум, 2014. 554 с. С. 13-265.
- Архаический эпос горских народов Кавказа «Нарты»: константы длительности эпических действий // Вестник Северо-Восточного федерального университета имени М. К. Аммосова : Серия Эпосоведение, № 2 (02), 2016.
- Aetiological inserticns and legends in the context of abkhazian nart epic // Traditional folk belief today. Tartu, 1990. P. 47-49.
- Abkhazian Abriskil and Egyptian Osiris (About Typological Parallels of Myth Epic Characters) // 38 ICANAS: International Congress of Asian and North African Studies. 10-15.09.2007. Ankara. Papers. Volume II. Ankara, 2008. P. 571—572.
- Caukasian Narts: On Similar Plots and Motifs // International Symposium Circassians in the XXI Century: Problems and Opportunities. 22-25 September, 2011, Ankara. Ankara, 2011. P. 49.
- Nart Eposu ve Kafkas Halklari // Geçmişten Geleceğe Çerkesler Kültür, Kemlik ve Siyaset. Ankara, 2014. S. 127—137 (тур. яз.).
- Abhaz AbrItskiIlI ve MIsIrlI Osiris (Mitolojik kahramanlarin tipik benzerlikleri üzerine) // 38 ICANAS: Uluslararasi Asya ve Kuzey Afrika ÇalIşmalarI Kongresi. 10-15.09.2007. Ankara. Bildiriler. II cilt. Ankara, 2008. S. 571.

### История фольклористики, текстология и публикация текстов
- Ранние записи абхазского фольклора (Из рукописей А. Н. Генко) / Сост., предисл., коммент. З. Д. Джапуа. Сухум, 2001. 325 с. (абх. яз.).
- Абхазский фольклор: Записи Артура Аншбы / Сост., текстологич. упорядочение записей, предисл., примеч. и указатели З. Д. Джапуа; отв. ред. В. Г. Ардзинба. Сухум, 1995. 549 с. (абх. яз.).
- Турецкие записи абхазского фольклора / Под ред. З. Д. Джапуа. Вып. I: Нарты. Сухум, 2014 (абх. яз.).
- Страницы абхазского фольклора (Тексты на абхазском и английском языках) / Сост. З. Д. Джапуа, Дж. Хьюитт; предисл. З. Д. Джапуа. Сухум, 2008. 321 с. (абх. и англ. яз.).
- Абхазские сказания / Сост., послесл. З. Д. Джапуа. Сухум, 2000. 234 с. (абх. яз.).
- Абхазские архаические сказания о Сасрыкуа и Абрыскиле (Систематика и интерпретация текстов в сопоставлении с кавказским эпическим творчеством. Тексты, переводы, комментарии). Отв. ред. В. М. Гацак, Ш. Х. Салакая. Сухум: Алашара, 2003. С. 165—358.
- Эволюция эпической традиции: К 80-летию академика АН Абхазии Ш. Х. Салакая / Под ред. З. Д. Джапуа. Сухум, 2014. С. 5-381.
- Из абхазских похоронных причитаний / Вводная часть, запись, публ. З. Д. Джапуа // Алашара, Сухум, 1990. № 1. С. 99-109 (абх. яз.).
- Из абхазских народных сказаний / Запись и публ. З. Д. Джапуа // Алашара. Сухум, 1991. № 5. С. 179—191 (абх. яз.).
- Артур Аншба и книга его фольклорных записей // Абхазский фольклор: Записи Артура Аншбы / Сост., предисл., примеч. и указатели З. Д. Джапуа. Сухум, 1995. С. 3-20 (абх. яз.).
- Об абхазских фольклорных материалах А. Н. Генко // Ранние записи абхазского фольклора (Из рукописей А. Н. Генко) / Сост., предисл., коммент. З. Д. Джапуа. Сухум, 2001. С. 3-24 (абх. яз.).
- Ш. Х. Салакая — исследователь абхазского фольклора и литературы // Салакая Ш. Х. Избранные труды в трех томах / Отв. ред. З. Д. Джапуа. Том 1.: Эпическое творчество абхазов. Сухум. 2008. С. 3-12.
- Текстологические заметки к некоторым ранним записям абхазского фольклора // Вестник АН Абхазии. Сухум, 2008. С. 133—157 (абх. яз.).
- Сказания о нартах / Запись и публ. З. Д. Джапуа, А. Е. Ашуба // Алашара. 2008. № 2. С. 183—193 (абх. яз.).
- Нартские сказания о рождении Сасрыкуа / Запись и публ. З. Д. Джапуа, Н. С. Барциц // Алашара. 2008. № 6. С. 119—146 (абх. яз.).
- Книга о фольклоре народов Северного Кавказа // Живая старина. М., 2009. № 2 (62). С. 56-57.
- К 70-летию А. А. Аншбы (выступление на юбилейной конференции) // Абхазоведение. Труды АбИГИ: Язык. Фольклор. Литература / Главный ред. З. Д. Джапуа. Сухум, 2009. Вып. III. С. 222—231 (абх. яз.).
- Исследователь песен-поэт (к 50-летию В. А. Когониа) // Алашара. Сухум, 2009. № 1. С. 170—173 (абх. яз.).
- Вклад В. Г. Ардзинбы в нартоведение // Материалы Первой Международной научной конференции, посвященной 65-летию В. Г. Ардзинбы. Сухум, 2011. С. 39-54.
- Ленинградская экспедиция 1928 года // Первые Международные Инал-иповские чтения (Сухум, 9-12 октября 2007 г.). Сухум, 2011. С. 434—447.
- Из истории издания полевых материалов (Записи А. А. Аншбы) // Славянская традиционная культура и современный мир. Вып. 15.: Стратегия и практика полевых исследований: Сборник научных статей. М., 2012. С. 192—200.
- Фольклорно-экспедиционный проект «Абхазы в Турции»: история собирательской работы // Народная культура сегодня и проблемы её изучения. Сборник статей / Материалы научной региональной конференции 2012 г. Воронеж, 2012 (Афанасьевский сборник. Материалы и исследования. Вып. XII). С. 3-9.
- Из истории подготовки к изданию семитомника [шеститомника] «Абхазские нартские сказания» // Вестник Адыгейского государственного университета. Серия «Филология и искусствоведение». Майкоп, 2012. Вып. 4. С. 65-69.
- Абхазское нартоведение на рубеже XX—XXI вв.: основные этапы развития // Ученые записки Центра изучения Центральной Азии, Кавказа и Урало-Поволжья ИВ РАН: Т. I: Абхазия / Отв. ред. А. Ю. Скаков. М., 2013. С. 6-22.
- Устное знание турецких абхазов // Турецкие записи абхазского фольклора / Под ред. З. Д. Джапуа. Вып. I: Нарты. Сухум, 2014. С. 5-104 (абх. и тур. яз.).
- Первая монография об абхазской сказке // Материалы конференции, посвященной 75-летию С. Л. Зухбы. Сухум, 2014. С. 119—128 (абх. яз.).
- Салакая Ш. Х. Избранные труды в трех томах / Отв. ред. З. Д. Джапуа. Т. I: Эпическое творчество абхазов. Сухум, 2008. 409 с.
- [Словарные статьи]: «Авидзба Луман Мышович», «Адлейба Андруша Пшканович», «Аншба Артур Артемович» (в соавторстве с В. А. Бигуаа), «Аргун Михаил Шаханович», «Ардзинба Владислав Григорьевич», «Арстаа Кастей Сабакеевич», «Габниа Цира Смаиловна», «Генко Анатолий Несторович», «Дбар Платон Басятович», «Джапуа Люба Едгеевна», «Колбая (Калги) Халит Мсуратович», «Куарчиа Сейдык Ханашович», «Лакрба Куча Куаджович» (в соавторстве с Л. Х. Саманбой), «Начкебиа Даур Капитонович», «Саканиа Маадан Батович», «Салакаиа Шота Хичович» (в соавторстве с В. А. Бигуаа), «Цвижба Чичико Хаджугович», «Цнариа Леван Сейдыкович» // Абхазский биографический словарь / Под ред. В. Ш. Авидзбы. Москва — Сухум, 2015. С.23, 50, 87-88, 94, 98-99, 105, 211, 224, 274, 284, 417, 432—433, 470, 535, 594, 596—597, 721, 728.
- Pages of Abkhazian Folklore (Texts in Abkhaz and English)/ Compiled by Zurab Dzhapua and George Hewitt. Sukhum, 2008. 321 p.
- Türkye΄de yaşayan abhaz΄ larin söylence bilgileri // Турецкие записи абхазского фольклора / Под ред. З. Д. Джапуа. Вып. I: Нарты. Сухум, 2014. S. 61-104.

### Другое
- От Малого Отапа до Гумисты (Воин и рассказы воинов). Сухум: Алашара, 1994.
- Хроника войны: Устные воспоминания генерала Гиви Агрба / Звукозапись, ред., предисл. З. Д. Джапуа; расшифровка звукозаписи, подгот. к изд. Н. С. Барциц, С. О. Хаджим. Сухум: Абгосиздат, 2014 (абх. яз.).
- Некоторые заметки по абхазскому фольклору и литературе. Сухум: Абгосиздат, 2012. С. 47-209, 268—305 (абх. яз.).
- Гожба М. С. Родник Хурбыца4 Мнения, воспоминания, сказания // Сост., ред., предисл. З. Д. Джапуа, Р. Х. Гожба. Сухум: Алашара, 2006. 278 с. (абх. яз.).
- Предисловие // Страницы абхазского фольклора (Тексты на абхазском и английском языках) / Сост. З. Джапуа и Дж. Хьюитт. Сухум, 2008. С. 6-17 (абх. и англ. яз.).
- Иасон Джапуа. Исповедь: Стихотворения и переводы / Сост., предисл. З. Д. Джапуа. Сухум: Алашара, 2003. 94 с. (абх. яз.).
- Устная история абхазов // Абхазские сказания / Сост., послесл. З. Д. Джапуа. Сухум, 2000. С. 223—232 (абх. яз.).
- Традиционные формы примирения в повествовательном фольклоре абхазов // Аспекты грузино-абхазского конфликта: Материалы грузино-абхазской конференции: Преемственность культур в контексте государственного строительства (Адлер, 26-28 августа 2000 г.) / Отв. ред. П. Гарб. Ирвайн, 2001. С. 51-58 [доклад], 243—266 [статья].
- Абхаз — Абхазский язык — Абхазство // Гожба М. С. Родник Хурбыца4 Мнения, воспоминания, сказания // Сост., ред., предисл. З. Д. Джапуа, Р. Х. Гожба. Сухум: Алашара, 2006. С. 3-6 (абх. яз.).
- Второй конгресс фольклористов: впечатления участников // Антропологический форум. СПб., 2010. № 13. С. 260—262.
- О ритуально-мифологической семантике темы змееборства // Визуальное и вербальное в народной культуре: Тезисы и материалы Международной школы-конференции — 2013 / Сост. А. С. Архипова, С. Ю. Неклюдов, Д. С. Николаев. М., 2013. С. 99-102.
- Визуальное и вербальное в обряде моления божеству моря (на абхазском материале) // Актуальные проблемы общей и адыгской филологии: Материалы VIII Международной научной конференции. Майкоп, 2013. С. 152—154.
- Устная традиция освободительной войны в Абхазии // Хроникат войны: Устные воспоминания генерала Гиви Агрба / Звукозапись, ред., предисл. З. Д. Джапуа; расшифровка звукозаписи, подгот. к изд. Н. С. Барциц, С. О. Хаджим. Сухум, 2014. С. 5-17 (абх. яз.).
- Абхазоведение. Труды АбИГИ: Язык. Фольклор. Литература / Главный ред. З. Д. Джапуа. Сухум, 2009. Вып. III; 2013. Вып. IV.
- Introduction // Pages of Abkhazian Folklore (Texts in Abkhaz and English)/ Compiled by Zurab Dzhapua and George Hewitt. Sukhum, 2008. P. 7-17.
- The ritual and mythological semantics of the dragon-fighter motif // Визуальное и вербальное в народной культуре: Тезисы и материалы Международной школы-конференции — 2013 / Сост. А. С. Архипова, С. Ю. Неклюдов, Д. С. Николаев. М., 2013. С.103.
- Traditional Forms of Reconciliation in Abkhaz Narrative Folklore // Aspects of the Georgian-Abkhazian Conflict. Irvine, 2001. P. 355.

### Литературная критика, эссе, стихи
- Мнение (Литературно-критические статьи и исследования). Сухум: Алашара, 1990. С. 3-72 (абх. яз.).
- Некоторые заметки по абхазскому фольклору и литературе. Сухум: Абгосиздат, 2012. С. 210—267 (абх. яз.).
- От Малого Отапа до Гумисты (Воин и рассказы воинов). Сухум: Алашара, 1994.
- Сердцебиение юности (о сборнике стихов) // Алашара. Сухум, 1980. № 6. С. 102—103 (абх. яз.).
- Если стихи слишком легки (о сборнике стихов) // Алашара. Сухум, 1981. № 1. С. 96-98 (абх. яз.).
- Беспокойная лирика (о сборнике стихов Р. Смыра) // Алашара. Сухум, 1982. № 1. С. 103—104 (абх. яз.)
- Об абхазской лирике // Алашара. Сухум, 1985. № 2. С. 135—139 (абх. яз.).
- Думать о жизни (о сборнике рассказов Д. Начкебиа) // Алашара. Сухум, 1990. № 3. С. 124—128 (абх. яз.).
- Взгляд кремнёвых людей // Алашара. Сухум, 1990. № 11. С.134-136 (абх.яз.).
- Некоторые вопросы творчества абхазской пишущей молодежи // Алашара. Сухум, 1991. № 8. С. 206—207 (абх. яз.).
- «Песнь мужества» звучит и в наши дни // Литературная Абхазия. Сухум, 1998. С. 189—193.
- О поэтическом творчестве В. Л. Цвинариа // Алашара. Сухум, 1998. № 3. С. 111—114 (абх. яз.).
- Тхина мала, но… (эссе о моем селе, состоящее из семи тостов) // Алашара. Сухум, 2005. № 1. С. 82-93 (абх. яз.).
- «Вчера — память сегодняшнего дня, завтра — надежда сегодняшнего дня» (к 75-летию А. Гогуа) // Алашара. Сухум, 2007. № 6. С. 37-38 (абх.яз.).
- Зрелость (о творчестве А. Лагулаа) // Анатолий Лагулаа. Смутные дни прошли (Стихи) / Ред. З. Джапуа. Сухум, 2008. С. 3-16 (абх. яз.).
- Зураб Джапуа [Стихи] // Антология абхазской поэзии. XX век / Сост. М. Т. Ласуриа. Сухум-Москва, 2009. С. 824—826 (абх. яз.).
- Зураб Джапуа [Стихи] // Абхазская поэзия / Сост. В. В. Апхазов, А. Я. Лагулаа, З. Ш. Тхайцук. Сухум, 2013. С. 256—257 (абх. яз.).
- Некоторые лирические отступления молодости // Алашара. 2010. № 3. С.130-145 (абх. яз.).
- Зураб Джапуа [Стихи] // Созвездие: Стихи / Сост. Г. Аламиа. Сухуми, 1982. С. 35-39 (абх. яз.).
- Зураб Джапуа [Стихи] // Алашара. 1987. № 7. С. 97-99 (абх. яз.).
- Зураб Джапуа [Стихи] // Алашара. 2013. № 5. С. 141 (абх. яз.).
- Зураб Джапуа [Стихи] // Люблю, люблю, люблю тебя… (Стихи о любви) / Сост. А. Я. Лагулаа, Д. П. Габелиа, А. Е. Анкваб; ред. А. Я. Лагулаа. Сухум: Абгосиздат, 2014. С. 227—230 (абх. яз.).